# André Genot
Pour les articles homonymes, voir Genot.
André Genot né à Namur le 15 mars 1913 et mort dans la même ville le 2 septembre 1978 est un syndicaliste (FGTB) et militant wallon.

## Biographie
Délégué syndical des métallos dès 1931 il fit la Campagne des 18 jours. Libéré dès 1940, il entre dans la clandestinité et milite au Front de l'indépendance. Après la guerre, il est membre du Congrès national wallon de 1945. Plus tôt sensibilisé à la question wallonne qu'André Renard, il participe aux actions de sensibilisation de la première moitié de juillet 1950, notamment à l'hommage à François Bovesse rendu à Namur le 12 juillet, dix jours avant le retour de Léopold III. À Charleroi le 14 juillet il lance un appel à la Résistance du peuple wallon.
Il rédige le programme des réformes de structure par la FGTB adopté en 1954 et 1956 avec Jacques Yerna et Ernest Mandel. Son intervention très radicale au Congrès du Parti socialiste belge en décembre 1958 est un des gestes qui annoncent la grande Grève générale de l'hiver 1960-1961, dans la mesure où Genot, ovationné par les délégués wallons, critiquait violemment la politique suivie par les socialistes sous le Gouvernement d'Achille Van Acker. Le Congrès des socialistes wallons des 6 et 7 juin 1959 vote à l'unanimité une motion en faveur du fédéralisme.
Fondateur du Mouvement populaire wallon après la grève de l'hiver 1960-1961, notamment parce qu'il pressent qu'aucune réforme interne à la FGTB n'est possible, il remplace André Renard à la tête du mouvement en 1962. Il participe aux actions wallonnes menées sous l'égide du MPW, notamment le Pétitionnement wallon.
Il réussira en 1968 à restructurer la FGTB avec la reconnaissance officielle de l'Interrégionale wallonne de la FGTB.

## Décorations
- Officier du Mérite wallon (O.M.W.) à tistre posthume en 2012.